# 伊万里市立小中一貫校滝野校
伊万里市立小中一貫校滝野校（いまりしりつしょうちゅういっかんこうたきのこう）は佐賀県伊万里市東山代町滝川内にあった市立の小中一貫校。
2022年（令和4年）3月末をもって閉校した。

## 概要

### 歴史
小学校は1875年（明治8年）に「滝川内小学校」・「川内野小学校」として創立。中学校は1947年（昭和22年）の学制改革で新制中学校として発足。
- 伊万里市立滝野小学校
- 伊万里市立滝野中学校

2014年（平成26年）に「小中一貫校滝野校」としてスタートした。児童生徒数の減少により、2022年（令和4年）3月末をもって閉校し、伊万里市立東山代小学校および伊万里市立国見中学校に統合された。

### 校章
八稜鏡を背景にして、中央に「小」と「中」の文字を重ねたものを置いている。

### 校歌
作詞は中島哀浪、作曲は陶山聡による。歌詞は3番まであり、校名は歌詞に登場しない。

### 通学区域
住所表記で伊万里市の後に「下分、滝川内（たきがわち）、川内野（かわちの）、辻の堂、日南郷（ひなだごう）」が続く地域。

## 沿革
滝野小学校
- 1875年（明治8年）
  - 3月 - 滝川内小学校が開校。
  - 5月 - 川内野小学校が開校。
- 1876年（明治9年）- 佐賀県のうち、松浦郡と杵島郡が長崎県に編入され、長崎県の学校となる。
- 1881年（明治14年）- 統合により「精博小学校 滝川内分校・川内野分校」となる。
- 1883年（明治16年）5月 - 長崎県から旧佐賀県の地域が分離し、佐賀県として独立。再び佐賀県の学校となる。
- 1886年（明治19年）- 小学校令の施行により、「尋常精博小学校 滝川内分校・川内野分校」に改称。
- 1888年（明治21年）4月 - 滝川内村下分に下分分校が設置される。岩谷神社拝殿を教室とする。
- 1889年（明治22年）- 町村制の施行により、東山代村立の小学校となる。
- 1892年（明治25年）- 2分校が分離の上、それぞれ「滝川内尋常小学校」・「川内野尋常小学校」として独立。
- 1907年（明治40年）- 小学校令改正により、義務教育年限（尋常科の修業年限）が4年から6年に延長される。
- 1908年（明治41年）- 小学校令改正を受け、従来の高等科1年を尋常科5年に、高等科2年を尋常科6年に、高等科3年・4年を、（新）高等科1・2年とする。
- 1911年（明治44年）4月 - 2校が統合され、「東山代尋常小学校」に改称。2地区の境界付近に校舎を新築し移転を完了。
- 1914年（大正3年）- 下分分校の設置が正式に認可される。
- 1927年（昭和2年）4月 - 高等科を併置の上、「東山代第二尋常高等小学校」に改称。
- 1937年（昭和12年）- 現在地に木造平屋建て校舎（2棟）が完成。
- 1941年（昭和16年）4月1日 - 国民学校令の施行により、「東山代第二国民学校」に改称。尋常科を初等科に改める（初等科6年・高等科2年）。
- 1947年（昭和22年）4月1日 - 学制改革（六・三制）の実施により、国民学校初等科が「東山代村立第二小学校」に改組・改称。
  - 国民学校高等科は青年学校普通科と統合され、新制中学校「東山代村第二中学校」に改組された。
  - 中学校校舎完成までの間、小学校校舎一部を貸与。
- 1950年（昭和25年）4月1日 - 「東山代村立滝野小学校」に改称。
- 1951年（昭和26年）6月 - 日南郷分校を設置。
- 1952年（昭和27年）- 下分分校の校舎を新築。
- 1954年（昭和29年）4月1日 - 町村合併により、伊万里市が市制施行。これにより「伊万里市立滝野小学校」（現校名）に改称。
- 1956年（昭和31年）- 完全給食を開始。
- 1979年（昭和54年）3月31日 - 下分分校を休校とする。
- 1982年（昭和57年）2月 - 鉄筋コンクリート造3階建て新校舎が完成。
- 1983年（昭和58年）3月31日 - 日南郷分校を休校とする。
- 1984年（昭和59年）3月31日 - 下分分校・日南郷分校を廃止。
- 1991年（平成3年）5月 - 給食で磁器製食器が使用されるようになる。

滝野中学校
- 1947年（昭和22年）4月1日 - 学制改革（六・三制）の実施により、新制中学校「東山代村立第二中学校」が発足。
  - 東山代第二国民学校の高等科と青年学校普通科が統合されたもの。旧・国民学校高等科の校舎を継承。当時中学校生徒数は51名。
- 1950年（昭和25年）4月1日 - 「東山代村立滝野中学校」に改称。
- 1951年（昭和26年）- 小学校東隣の隣接地に木造新校舎が完成。
- 1959年（昭和29年）4月1日 - 「伊万里市立滝野中学校」に改称。
- 1961年（昭和31年）- 完全給食を開始。

小中一貫校
- 2014年（平成26年）4月1日 - 「伊万里市立小中一貫校滝野校」（現校名）としてスタート。
- 2022年（令和4年）
  - 3月26日 - 閉校記念式典を挙行。
  - 3月31日 - 閉校。小学校は伊万里市立東山代小学校に、中学校は伊万里市立国見中学校に統合された[1][2]。

## アクセス

### 最寄りの幹線道路
- 佐賀県道5号伊万里松浦線

## 周辺
- 志佐川

## 参考資料
- 「伊万里市史 教育・人物編」（2003年（平成15年）3月31日発行, 伊万里市）
  - 滝野小学校 p.380 - p.382
  - 滝野中学校 p.410 - p.411
- 「知っていますか、小中一貫校 (PDF) 」- 伊万里市ウェブサイト